# 安東聖秀
安東 聖秀（あんどう せいしゅう/しょうしゅう、生年不明 - 元弘3年/正慶2年（1333年））は、鎌倉時代末期の武士。北条氏得宗家被官である御内人。通称は左衛門入道。新田義貞室の伯父にあたる。

## 生涯
正中元年（1324年）、正中の変で捕縛され鎌倉へ連行された日野資朝・日野俊基の尋問を担当する。
元弘3年/正慶2年（1333年）、鎌倉へ侵攻してきた新田義貞軍に対して、幕府方として戦うも敗北した（鎌倉の戦い）。『太平記』巻十には「安東入道自害の事 付漢王陵が事」の章段があり、姪から勧められた降伏を拒絶して自害する様が描かれる。

### 安東入道自害の事
『太平記』によれば、聖秀は3000余騎を率いて稲瀬川を守っていたが、稲村ヶ崎から迂回して来た新田軍（軍勢を率いていたのは世良田満義、あるいは満義とは別人の世良田太郎 とも）と戦い、100余騎まで討ち減らされ、身にも多数の傷を負って自邸へと退いた。しかし、すでに自邸も焼け落ち、妻子の行方もわからなくなっていた:8。聖秀は、北条高時の屋形（小町の宝戒寺の場所にあったという）も焼けて高時らは東勝寺に入ったと聞くが、屋形跡に死体がない（高時のために切腹したり討ち死にしたりした者がいない）と伝えられると、高時屋形の焼け跡で自害して鎌倉殿の恥をすすごうと、100余騎を従えて小町口へと向かった:276:8。
灰燼に帰した高時屋敷に到着した聖秀のもとに、姪にあたる義貞室からの使者が、降伏を勧める文を届ける。聖秀は、姪に名を重んじるべき「武士の女房」としての心得がなっておらず、その夫の義貞も「勇士の義」を知らぬ者である、降伏の勧めが姪から出たものであるならば義貞が、義貞から出たものであるならば姪が止めなければいけないと憤慨しながら、使者の見る前で文を刀に握り加えて自刃したという。このとき聖秀は、楚漢戦争で劉邦に仕えた王陵をめぐる故事（王陵の籠る城を攻めあぐねた項羽が、王陵の母を捕らえて王陵を降伏させようとした。王陵の母は、孝行息子の王陵が自分のために開城してしまうことを予期し、「子孫のために」と自殺した）を引き合いに出したと語られる:8-9。